# Papyrus 130
Papyrus 130 of {\displaystyle {\mathfrak {P}}^{130}} (volgens de nummering van Gregory-Aland) is een Grieks afschrift van het Nieuwe Testament, geschreven op papyrus. Van het handschrift is één fragment van 93 mm hoog en 33 mm breed bewaard gebleven. De voorzijde (recto) daarvan bevat 11 regels met de tekst van Hebreeën 9:9-12. De achterzijde (verso) bevat 15 regels met de tekst van Hebreeën 9:19-23. Oorspronkelijk maakte het fragment deel uit van een papyruscodex, waarvan de bladzijden beschreven waren in één kolom, met 33 regels per bladzijde.
Het handschrift wordt bewaard in het Museum of the Bible in Washington D.C. onder nummer G.C.PAP.000401.